# Развој олимпијског рекорда у трци 100 метара за жене
Први олимпијски рекорд у трци на 100 м у атлетици за жене признат је од Међународног олимпијског комитета (МОК) 1928. године када је такмичење у атлетици за жене уведено у програм игара на Олимпијским играма у Амстердаму. Од 1928. до 1972. резултати су се мерили ручно, а од Олимпијских игара 1972 у Минхену уведено је електронско мерење резултата.

## Олимпијски рекорди у трци на 100 метара за жене
(стање после Олимпијских игара 2008.)
| Бр. | Време | Атлетичарка           | Држава           | Место                   | Датум               |
| --- | ----- | --------------------- | ---------------- | ----------------------- | ------------------- |
| 1.  | 12,60 | Етел Смит             | Канада           | Амстердам, Холандија    | 29. јули 1928.      |
| 1.  | 12,60 | Фани Розенфелд        | Канада           | Амстердам, Холандија    | 29. јули 1928.      |
| 2.  | 12.40 | Фани Розенфелд        | Канада           | Амстердам, Холандија    | 30. јули 1928.      |
| 2.  | 12.40 | Бети Робертсон        | Сједињене Државе | Амстердам, Холандија    | 30. јули 1928.      |
| 3.  | 12,20 | Бети Робертсон        | Сједињене Државе | Амстердам, Холандија    | 31. јули 1928.      |
| 4.  | 11,90 | Станислава Валасјевич | Пољска           | Лос Анђелес, САД        | 1. август 1932.     |
| 4.  | 11,90 | Фани Бланкерс-Кун     | Холандија        | Лондон, Енглеска        | 2. август 1948.     |
| 5.  | 11.60 | Марџори Џексон        | Аустралија       | Хелсинки, Финска        | 21. јул 1952.       |
| 6.  | 11,50 | Марџори Џексон        | Аустралија       | Хелсинки, Финска        | 21. јул 1952.       |
| 7.  | 11,40 | Бети Катберт          | Аустралија       | Мелбурн, Аустралија     | 24. новембар 1956.  |
| 8.  | 11,30 | Вилма Рудолф          | Сједињене Државе | Рим, Италија            | 1. септембар 1960.  |
| 9.  | 11,20 | Вајоми Тајес          | Сједињене Државе | Токио, Јапан            | 15. октобар 1964.   |
| 10. | 11.12 | Барбара Фарел         | Сједињене Државе | Мексико Сити, Мексико   | 14. октобар 1964.   |
| 11. | 11,08 | Вајоми Тајес          | Сједињене Државе | Мексико Сити, Мексико   | 15. октобар 1968.   |
| 12. | 11,07 | Ренате Штехер         | Источна Немачка  | Минхен, Источна Немачка | 2. септембар 1972.  |
| 13. | 11,05 | Анегрет Рихтер        | Западна Немачка  | Монтреал, Канада        | 24. јули, 1976      |
| 14. | 11,01 | Анегрет Рихтер        | Западна Немачка  | Монтреал, Канада        | 25. јули, 1976      |
| 15. | 10,97 | Евелин Ешвотрд        | Сједињене Државе | Лос Анђелес, САД        | 5. август 1984.     |
| 16. | 10,88 | Флоренс Грифит Џојнер | Сједињене Државе | Сеул, Јужна Кореја      | 24. септембар 1988. |
| 17. | 10,62 | Флоренс Грифит Џојнер | Сједињене Државе | Сеул, Јужна Кореја      | 24. септембар 1988. |